# Molíns (Orihuela)
Molíns es una pedanía del municipio español de Orihuela, en la provincia de Alicante. Cuenta con 1.442 habitantes. Antes era un municipio independiente, el cual fue anexionado a Orihuela entre los años 1877 y 1887.
Sus fiestas patronales se celebran el día 13 de junio, en honor de san Antonio de Padua. La iglesia parroquial de Molíns, construida en el siglo XVIII y restaurada en 2005, se denomina Ecce-Homo. En Molins se encuentra el colegio de educación primaria Nuestra Señora de Monserrate.
En septiembre de 2019 sufrió graves inundaciones tras un episodio de DANA que afectó a toda la comarca de la Vega Baja. Tras este episodio, en octubre de ese mismo año, SSMM los Reyes de España Felipe y Letizia visitaron la pedanía.

## Historia

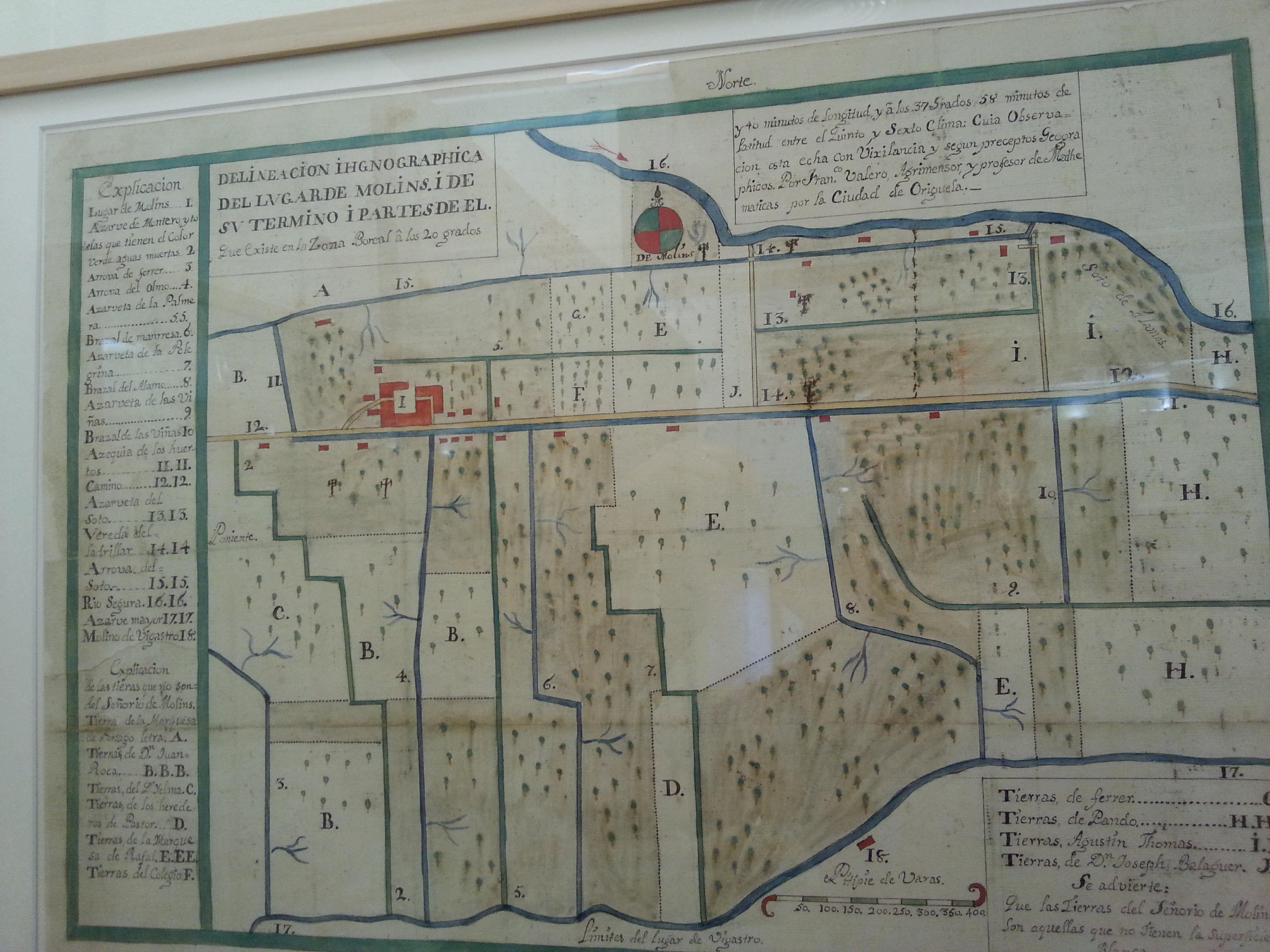
Mapa del lugar de Molíns y su término municipal (1775).

El 23 de octubre de 1697 Alfonso de Rocamora y Molíns, caballero de Calatrava y vecino de Orihuela, suscribió escritura de Concordia con los primeros pobladores del nuevo lugar denominado Molins de Rocamora.
Hasta 1885, Molíns se conformaba como municipio independiente con Ayuntamiento propio. Si bien a partir de dicho año se decidió agrgarlo al vecino municipio de Orihuela, y por tanto perdía su Ayuntamiento para pasar a ser un pedanía.
En sus orígenes, Molíns era un marquesado. El Marquesado de Molíns es un título nobiliario español concedido por la reina Isabel II a favor de Mariano Roca de Togores y Carrasco (el más conocido de todos los sucesores del título), por Real Decreto del 15 de septiembre de 1848 y Real Despacho del 4 de diciembre siguiente. Lleva aparejada la grandeza de España de primera clase, concesión de la misma reina al primer marqués por Real Decreto del 12 de mayo de 1863 y Real Despacho del 24 de diciembre del mismo año.
El concesionario, Mariano Roca de Togores y Carrasco, fue un importante político, diplomático y literato español del siglo XIX, promotor de la Restauración de Alfonso XII, ministro de Marina, Fomento y Estado en gobiernos de Sotomayor, Narváez y Cánovas, Embajador en Londres y París y ante la Santa Sede, Académico de las Reales de la Historia, Bellas Artes y Ciencias Morales y Políticas y Director de la Española de la Lengua, Diputado a Cortes, Senador del Reino, caballero de las Órdenes del Toisón de Oro, Calatrava y Malta, Gran Cruz de Carlos III y maestrante de Valencia. Hijo de Luis Roca de Togores y Valcárcel, II conde de Pinohermoso, vizconde de Casa Grande, y de María Francisca de Paula Carrasco y Arce, VI condesa de Villaleal.
Tomaba denominación esta merced de la pedanía oriolana de Molíns, antiguo señorío de la familia materna del concesionario. El vizcondado previo de Rocamora, otorgado al mismo por el Real Decreto de creación del marquesado, fue declarado también hereditario y perpetuo por el Real Despacho. La denominación de Rocamora correspondía al octavo apellido del primer vizconde y marqués, que era el costado por el que recayó en los Carrasco el señorío de Molíns. 
|                        | Titular                                        | Periodo                |
| Creación por Isabel II | Creación por Isabel II                         | Creación por Isabel II |
| ---------------------- | ---------------------------------------------- | ---------------------- |
| I                      | Mariano Roca de Togores y Carrasco             | 1848-1889              |
| II                     | José Ventura Roca de Togores y Aguirre-Sorarte | 1889-1926              |
| III                    | Fernando Roca de Togores y Aguirre-Solarte     | 1926-1941              |
| IV                     | Mariano Roca de Togores y Caballero            | 1952-1985              |
| V                      | Luis Roca de Togores y Bruguera                | 1985-actual titular    |

Varias ciudades tienen calles dedicadas al marqués de Molíns, en honor del primer marqués de Molíns. 
- En Albacete, su ciudad natal, se encuentra la calle Marqués de Molíns.
- En Alicante, también hay una calle Marqués de Molíns.
- En Orihuela, tenía la calle Marqués de Molúns, transformada en paseo. Además todavía existe el Palacio de los Duques de Pinohermoso, propiedad de los ascendientes (padre, abuelo, etc.) y hermano del primer marqués.
- En Elche.
- En Santa Pola.
- En San Sebastián, un callejón cercano a la playa de La Concha fue conocida como calle Marqués de Molúns, ya que el marqués tenía ahí su villa de veraneo. Sin embargo, al no haber sido nombrada esta calle nunca oficialmente por el ayuntamiento y dado la insignificancia de la misma, actualmente ha desaparecido del callejero donostiarra.

## Demografía
| Gráfica de evolución demográfica de Molins entre 1842 y 1877 |
| |
| Población de derecho según los censos de población del INE Población de hecho según los censos de población del INEEntre el censo de 1877 y el anterior, este municipio desaparece porque se integra en el municipio 03099 (Orihuela) |